# Водяное (Двуречанский район)
Водяное (укр. Водяне) — село,
Редкодубовский сельский совет,
Двуречанский район,
Харьковская область, Украина.
Код КОАТУУ — 6321885004. Население по переписи 2001 года составляет 75 (33/42 м/ж) человек.

## Географическое положение
Село Водяное находится возле балки Липов Яр, на расстоянии в 2 км от сёл Редкодуб, Березовое, Садовод (Великобурлукский район). В селе есть небольшой пруд.

## История
- 1700 — дата основания.